# Aconitum krasnoboroffii
Aconitum krasnoboroffii är en ranunkelväxtart som beskrevs av Y. Kadota. Aconitum krasnoboroffii ingår i släktet stormhattar, och familjen ranunkelväxter. Inga underarter finns listade i Catalogue of Life.